# Harry Andrews
Harry Fleetwood Andrews (Tonbridge, 10 novembre 1911 – Salehurst, 6 marzo 1989) è stato un attore britannico.

## Biografia
Nato a Tonbridge (Kent) da Henry Arthur Andrews e Amy Diana Frances Horner, Harry Andrews studiò al Wreckin College di Wellington (Shropshire) e aspirò inizialmente a diventare marinaio ma, fallita questa sua prima ambizione, fece domanda per entrare in polizia, dopodiché si affacciò al teatro. La sua prima apparizione sul palcoscenico risale al settembre del 1933 con la Liverpool Playhouse nella pièce The Long Christmas Dinner, mentre il debutto sulle scene londinesi avvenne due anni più tardi, nel marzo 1935, con il ruolo di John in Worse Things Happen at Sea.
Dopo essere apparso anche a New York nel ruolo di Orazio nell'Amleto messo in scena all'Empire Theatre, Andrews rientrò nel 1938 in Inghilterra e si unì alla compagnia teatrale di John Gielgud, con la quale partecipò ad allestimenti del Riccardo II, La scuola della maldicenza e Il mercante di Venezia, conquistandosi un'invidiabile reputazione come attore shakespeariano, culminata con il ruolo di Laerte nell'Amleto messo in scena nel 1939 al Lyceum Theatre.
Dal 1939 al 1945 Andrews servì nella Royal Artillery durante la seconda guerra mondiale e, al termine del conflitto, ritornò sulle scene londinesi con la compagnia dell'Old Vic, con la quale collezionò un successo dopo l'altro nei ruoli di Sir Walter Blunt in Enrico IV, parte I, di Scroop in Enrico IV, parte II, di Creon in Oedipus, e di Sneer in The Critic. L'attore lavorò con l'Old Vic fino al termine della stagione teatrale 1948-1949, quando passò alla Shakespeare Memorial Company di Stratford-upon-Avon e proseguì la sua brillante galleria di personaggi shakespeariani, da Macduff (Macbeth) a Don Pedro (Molto rumore per nulla), dal cardinale Thomas Wolsey (Enrico VIII) fino al re Enrico IV in tre consecutivi allestimenti.
Durante una tournée negli Stati Uniti con la compagnia di Laurence Olivier, Andrews apparve nelle opere Cesare e Cleopatra e Antonio e Cleopatra allo Ziegfeld Theatre, mentre con la compagnia dell'Old Vic recitò a Parigi, Anversa e Bruxelles nell'Enrico VIII.
L'attore fece la sua prima apparizione cinematografica nel film bellico Berretti rossi (1953), al fianco di Alan Ladd, e negli anni successivi recitò in numerose pellicole di soggetto storico e avventuroso, come Moby Dick (1956) di John Huston, nella parte di Stubb, il suo primo ruolo cinematografico importante, Alessandro il Grande (1956), nel ruolo del re persiano Dario, Elena di Troia (1956), in cui impersonò l'eroe troiano Ettore, e Salomone e la regina di Saba (1959), nei panni di Baltor. Questi ruoli fecero di Andrews un attore caratterista molto richiesto, in grado con le sue incisive interpretazioni di offuscare spesso quelle dei protagonisti, pur apparendo in parti di comprimario.
La carriera di Andrews proseguì negli anni sessanta con i ruoli di Pietro in Barabba (1961) e del Bramante ne Il tormento e l'estasi (1965) di Carol Reed, tuttavia l'attore si trovò a indossare sempre più frequentemente i panni dell'ufficiale, come il sergente maggiore Wilson in La collina del disonore (1965) di Sidney Lumet, accanto a Sean Connery, e il colonnello Thompson in Non è più tempo d'eroi (1970) di Robert Aldrich. Il suo fisico alto e imponente lo rese interprete ideale per ruoli di militari forti e risoluti, dalla commedia I due nemici (1962) agli avventurosi I seicento di Balaklava (1968), I sette senza gloria (1969) e I lunghi giorni delle aquile (1969).
Andrews frequentò comunque altri generi cinematografici, distinguendosi in pellicole di spionaggio come Chiamata per il morto (1966) e L'agente speciale Mackintosh (1973), in melodrammi come Cime tempestose (1970), commedie come Modesty Blaise - La bellissima che uccide (1966) e I ribelli di Carnaby Street (1967), e in storie di humour nero britannico come La classe dirigente (1972) e Oscar insanguinato (1973).
Dalla metà degli anni settanta Andrews lavorò con sempre maggior frequenza per la televisione britannica in serie come Edoardo VII principe di Galles (1975), nel ruolo del generale Robert Bruce, Clayhanger (1976), nella parte di Darius Clayhanger, A Question of Guilt (1980), Il brivido dell'imprevisto (1981). Morì l'anno seguente, il 6 marzo 1989, all'età di 77 anni, nella sua residenza di Salehurst, nel Sussex, assistito dall'attore Basil Hoskins, suo compagno da molti anni.

## Filmografia

### Cinema
- Berretti rossi (The Red Beret), regia di Terence Young (1954)
- Il cavaliere del mistero (The Black Knight), regia di Tay Garnett (1954)
- L'uomo che amava le rosse (The Man Who Loved Redheads), regia di Harold French (1955)
- Elena di Troia (Helen of Troy), regia di Robert Wise (1956)
- Alessandro il Grande (Alexander the Great), regia di Robert Rossen (1956)
- Moby Dick, la balena bianca (Moby Dick), regia di John Huston (1956)
- I fucilieri dei mari della Cina (A Hill in Korea), regia di Julian Amyes (1956)
- Santa Giovanna (Saint Joan), regia di Otto Preminger (1957)
- L'affare Dreyfus (I Accuse!), regia di José Ferrer (1958)
- Birra ghiacciata ad Alessandria (Ice Cold in Alex), regia di J. Lee Thompson (1958)
- Il discepolo del diavolo (The Devil's Disciple), regia di Guy Hamilton (1958)
- Salomone e la regina di Saba (Solomon and Sheba), regia di King Vidor (1959)
- Quasi una truffa (A Touch of Larceny), regia di Guy Hamilton (1960)
- In the Nick, regia di Ken Hughes (1960)
- Battaglie di spie (A Circle of Deception), regia di Jack Lee (1960)
- I due nemici (The Best of Enemies), regia di Guy Hamilton (1961)
- Barabba (Barabbas), regia di Richard Fleischer (1961)
- L'ispettore (The Inspector), regia di Philip Dunne (1962)
- Reach for Glory, regia di Philip Leacock (1963)
- 9 ore per Rama (Nine Hours to Rama), regia di Mark Robson (1963)
- 55 giorni a Pechino (55 Days at Peking), regia di Nicholas Ray (1963)
- Doppio gioco a Scotland Yard (The Informers), regia di Ken Annakin (1963)
- Il cadavere in cantina (Nothing But the Best), regia di Clive Donner (1964)
- Squadriglia 633 (633 Squadron), regia di Walter Grauman (1964)
- The System, regia di Michael Winner (1964)
- Crociera imprevista (The Truth About Spring), regia di Richard Thorpe (1965)
- La collina del disonore (The Hill), regia di Sidney Lumet (1965)
- Il tormento e l'estasi (The Agony and the Ecstasy), regia di Carol Reed (1965)
- Le sabbie del Kalahari (Sands of the Kalahari), regia di Cy Endfield (1965)
- Modesty Blaise - La bellissima che uccide (Modesty Blaise), regia di Joseph Losey (1966)
- Chiamata per il morto (The Deadly Affair), regia di Sidney Lumet (1966)
- La notte dei generali (The Night of the Generals), regia di Anatole Litvak (1967) (non accreditato)
- I ribelli di Carnaby Street (The Jokers), regia di Michael Winner (1967)
- Il lungo duello (The Long Duel), regia di Ken Annakin (1967)
- La mano che uccide (Danger Route), regia di Seth Holt (1967)
- Il complesso del sesso (I'll Never Forget What's Isname), regia di Michael Winner (1967)
- Sull'orlo della paura (A Dandy in Aspic), regia di Anthony Mann (1968)
- I seicento di Balaklava (The Charge of the Light Brigade), regia di Tony Richardson (1968)
- Quella notte inventarono lo spogliarello (The Night They Raided Minsky's), regia di William Friedkin (1968)
- Il gabbiano (The Sea Gull), regia di Sidney Lumet (1968)
- I sette senza gloria (Play Dirty), regia di André De Toth (1969)
- La stella del Sud (The Southern Star), regia di Sidney Hayers (1969)
- I lunghi giorni delle aquile (Battle of Britain), regia di Guy Hamilton (1969)
- Candida, dove vai senza pillola? (A Nice Girl Like Me), regia di Desmond Davis (1969)
- Lo strano triangolo (Country Dance), regia di J. Lee Thompson (1970)
- Non è più tempo d'eroi (Too Late the Hero), regia di Robert Aldrich (1970)
- Cime tempestose (Wuthering Heights), regia di Robert Fuest (1970)
- Entertaining Mr. Sloane, regia di Douglas Hickox (1970)
- Improvvisamente, un uomo nella notte (The Nightcomers), regia di Michael Winner (1971)
- Nicola e Alessandra (Nicholas and Alexandra), regia di Franklin J. Schaffner (1971)
- Burke & Hare, regia di Vernon Sewell (1972)
- Il segreto dell'uomo sbagliato (I Want What I Want), regia di John Dexter (1972)
- La classe dirigente (The Ruling Class), regia di Peter Medak (1972)
- La tua presenza nuda! (Diabólica Malicia), regia di James Kelley e Andrea Bianchi (1972)
- L'uomo della Mancha (Man of La Mancha), regia di Arthur Hiller (1972)
- Man at the Top, regia di Mike Vardy (1973)
- Oscar insanguinato (Theatre of Blood), regia di Douglas Hickox (1973)
- L'agente speciale Mackintosh (The MacKintosh Man), regia di John Huston (1973)
- Alfa e omega, il principio della fine (The Final Programme), regia di Robert Fuest (1973)
- Progetto micidiale (The Internecine Project), regia di Ken Hughes (1974)
- The Garth People (1975) – cortometraggio
- Gli uomini falco (Sky Riders), regia di Douglas Hickox (1976)
- Il giardino della felicità (The Blue Bird), regia di George Cukor (1976)
- The Passover Plot, regia di Michael Campus (1976)
- Il principe e il povero (Crossed Swords), regia di Richard Fleischer (1977)
- Equus, regia di Sidney Lumet (1977)
- Una ragazza, un maggiordomo e una lady (Candleshoe), regia di Norman Tokar (1977) (non accreditato)
- Marlowe indaga (The Big Sleep), regia di Michael Winner (1978)
- Il tocco della medusa (The Medusa Touch), regia di Jack Gold (1978)
- Assassinio sul Nilo (Murder on the Nile), regia di John Guillermin (1978)
- La collina dei conigli (Watership Down), regia di Martin Rosen (1978) (voce)
- Superman, regia di Richard Donner (1978)
- A Question of Faith, regia di Colin Nears (1979)
- Never Never Land, regia di Paul Annett (1980)
- La spada di Hok (Hawk the Slayer), regia di Terry Marcel (1981)
- Presunta assassina (Mesmerized), regia di Michael Laughlin (1986)

### Televisione
- Circumstantial Evidence – film TV (1939)
- Destiny of a Spy, regia di Boris Sagal – film TV (1969)
- The Story of Jacob and Joseph, regia di Mihalis Kakogiannis – film TV (1974)
- Valley Forge, regia di Fielder Cook – film TV (1975)
- The Four Feathers, regia di Don Sharp – film TV (1978)
- S.O.S. Titanic, regia di William Hale – film TV (1979)
- Closing Ranks, regia di Gordon Flemyng – film TV (1980)
- The Curse of King Tut's Tomb, regia di Philip Leacock – film TV (1980)
- Il brivido dell'imprevisto (Tales of the Unexpected) – serie TV, episodio 4x07 (1981)
- The Seven Dials Mystery, regia di Tony Wharmby – film TV (1981)
- All Passion Spent, regia di Martyn Friend – film TV (1986)
- Cause célèbre, regia di John Gorrie – film TV (1987)
- La vera storia di Jack lo squartatore (Jack the Ripper), regia di David Wickes – miniserie TV (1988)

## Doppiatori italiani
Nelle versioni in italiano delle opere in cui ha recitato, Harry Andrews è stato doppiato da:
- Bruno Persa in Alessandro il Grande, Il tormento e l'estasi, Le sabbie del Kalahari, L'agente speciale Mackintosh
- Renato Turi in Salomone e la regina di Saba, I sette senza gloria, Non è più tempo d'eroi
- Mario Pisu in Moby Dick, la balena bianca, L'affare Dreyfus
- Emilio Cigoli in Barabba, La collina del disonore
- Renato Mori in Il principe e il povero, Equus
- Nando Gazzolo ne L'ispettore, Il cadavere in cantina
- Amilcare Pettinelli in Il cavaliere del mistero
- Gualtiero De Angelis in Elena di Troia
- Giorgio Capecchi in Birra ghiacciata ad Alessandria
- Rolf Tasna in I due nemici
- Gianrico Tedeschi in 55 giorni a Pechino
- Lauro Gazzolo in Squadriglia 633
- Carlo Romano in Chiamata per il morto
- Mario Feliciani in La notte dei generali
- Manlio Busoni in I seicento di Balaklava
- Carlo D'Angelo in Quella notte inventarono lo spogliarello
- Sergio Graziani in Improvvisamente, un uomo nella notte
- Glauco Onorato in L'uomo della Mancha
- Giuseppe Fortis in Oscar insanguinato
- Sergio Fiorentini in Progetto micidiale
- Arturo Dominici in Il giardino della felicità
- Mario Erpichini in Marlowe indaga
- Sergio Rossi in Il tocco della medusa
- Alessandro Sperlì in Assassinio sul Nilo
- Sandro Tuminelli in Presunta assassina
- Giorgio Piazza in La vera storia di Jack lo squartatore

Da doppiatore è sostituito da:
- Sergio Fiorentini in La collina dei conigli